# 1. division (basketball)
 For alternative betydninger, se 1. division. (Se også artikler, som begynder med 1. division)
1. division er den næstbedste basketball række i Danmark. Tidligere var rækken kendt som Serie 1. Vinderen af 1. Division kan rykke op i henholdsvis Basketligaen og Dameligaen, hvis klubben opfylder de gældende krav. 1. division er styret af Danmarks Basketball Forbund.
På herresiden spilles der en landsdækkende turneringen, og på damesiden er der delt op i øst (Sjælland) og vest (Jylland og Fyn). På herresiden kræves der oprykning fra 2. division, samt opfyldelse af de gældende krav.På damesiden er der fri tilmelding til 1. division.
De nuværende mestre Wolfpack Basket (mænd) og Værløse Basket (kvinder) er rykket op de øverste ligaer.
| Aktive hold i 1. division  | Aktive hold i 1. division | Aktive hold i 1. division |
| Mænd                       | Kvinder                   | Kvinder                   |
| Mænd                       | Øst                       | Vest                      |
| -------------------------- | ------------------------- | ------------------------- |
| Aalborg Vikings            | BK Amager                 | AUS/Aabyhøj IF Basketball |
| BK Amager                  | BK Amager 2               | Odense BK Fjordager IF    |
| BMI Bloodhounds            | BMS Herlev                | Skovbakken Bears          |
| EBAA                       | DTU Basketball            | Viby IF                   |
| Hvidovre Basket            | CBS Sport                 |                           |
| SBBC 2015                  | FALBAS                    |                           |
| Værløse Basket             | Falcon Basket             |                           |
|                            | Høbas                     |                           |
| Hørsholm Basketball Klub 2 |                           |                           |
| USG                        |                           |                           |

## Hold i 1. division siden sæsonen 2011-12
| Mænd | Mænd                  | Mænd                                 | Mænd                              | Mænd                              | Mænd                                   | Mænd                  | Mænd                              |
|      | 2011-12               | 2012-13                              | 2013-14                           | 2014-15                           | 2015-16                                | 2016-17               | 2017-18                           |
| ---- | --------------------- | ------------------------------------ | --------------------------------- | --------------------------------- | -------------------------------------- | --------------------- | --------------------------------- |
| 1    | Aarhus BF             | Aarhus BF                            | Aarhus BF                         | BK Amager                         | Aalborg Vikings (ned fra Basketligaen) | Aalborg Vikings       | Aalborg Vikings                   |
| 2    | ALBA                  | ALBA                                 | ALBA                              | BMI Bloodhounds                   | BK Amager                              | BK Amager             | BK Amager                         |
| 3    | BK Amager             | BK Amager                            | BK Amager                         | Birkerød Basket (op fra 2. div Ø) | Birkerød Basket                        | Birkerød Basket       | BMI Bloodhounds                   |
| 4    | Glostrup Basket       | BMS (op fra 2. div Ø)                | BMI Bloodhounds (op fra 2. div V) | BMS/Wolfpack Basket               | BMI Bloodhounds                        | BMI Bloodhounds       | EBAA                              |
| 5    | Haderslev Corpia      | Falcon Basket (ned fra Basketligaen) | BMS                               | EBAA (ny klub)                    | EBAA                                   | EBAA                  | Hvidovre Basket (op fra 2. div Ø) |
| 6    | Jonstrup Basket       | Glostrup Basket                      | Glostrup Basket                   | Køge Basket                       | Køge Basket                            | Køge Basket           | SBBC 2015                         |
| 7    | Køge Basket           | Haderslev Corpia                     | Jonstrup Basket                   | Lemvig Basket                     | Lemvig Basket                          | SBBC 2015             | Værløse Basket                    |
| 8    | Lemvig Basket         | Jonstrup Basket                      | Køge Basket                       | Solrød Comets                     | SBBC 2015 (ny klub)                    | Virum Basketball Klub |                                   |
| 9    | Randers Cimbria       | Køge Basket                          | Lemvig Basket                     | Stevnsgade Basketball             | Solrød Comets                          | Værløse Basket        |                                   |
| 10   | Solrød Comets         | Lemvig Basket                        | Solrød Comets (op fra 2. div Ø)   | Virum Basketball Klub             | Virum Basketball Klub                  | Wolfpack Basket       |                                   |
| 11   | Stevnsgade Basketball | Stevnsgade Basketball                | Stevnsgade Basketball             |                                   | Værløse Basket (ned fra Basketligaen)  |                       |                                   |
| 12   | Virum Basketball Klub | Virum Basketball Klub                | Virum Basketball Klub             | Wolfpack Basket                   |                                        |                       |                                   |

## Finalister og vindere siden sæsonen 2011-12
| Mænd    | Mænd                  | Mænd                  | Mænd     | Mænd                       | Mænd                                                   |
| Sæson   | Guld                  | Sølv                  | Resultat | Oprykning til Basketligaen | Nedrykning                                             |
| ------- | --------------------- | --------------------- | -------- | -------------------------- | ------------------------------------------------------ |
| 2016-17 | Wolfpack Basket       | Værløse Basket        | 2-1      | Wolfpack Basket            | Køge basket, Virum Basketball Klub, Birkerød basket    |
| 2015-16 | Køge basket           | Wolfpack Basket       | 2-0      | -                          | Lemvig basket, Solrød Comets                           |
| 2014-15 | Stevnsgade Basketball | Køge basket           | 2-1      | Stevnsgade Basketball      | -                                                      |
| 2013-14 | Stevnsgade Basketball | Lemvig Basket         | 2-1      | -                          | Aarhus BF, BMS, Glostrup Basket, Jonstrup Basket, ALBA |
| 2012-13 | Falcon basket         | BMS                   | 2-0      | Falcon basket              | Haderslev Corpia                                       |
| 2011-12 | Randers Cimbria       | Virum Basketball Klub | 2-0      | Randers Cimbria            | Solrød Comets                                          |